# Diamond Life
Diamond Life es el primer álbum del grupo inglés Sade. Fue publicado en el Reino Unido el 28 de julio de 1984 por Epic Records y en los Estados Unidos el 23 de febrero de 1985 por Portrait Records.
Aunque al principio no se vendió mucho, el álbum alcanzó gran popularidad cuando la canción "Your Love Is King" se situó entre las diez primeras. Diamond Life también fue un gran éxito en Alemania, Suiza y Austria, donde alcanzó el número uno durante nueve, ocho y cinco semanas, respectivamente.
El álbum ganó el premio Brit como mejor álbum británico en 1985.

## Lista de canciones
CD
1. "Smooth Operator" (Sade Adu, Ray St. John) – 4:57
2. "Your Love Is King" (Adu, Stuart Matthewman) – 3:41
3. "Hang on to Your Love" (Adu, Matthewman) – 5:55
4. "Frankie's First Affair" (Adu, Matthewman) – 4:39
5. "When Am I Going to Make a Living" (Adu, Matthewman) – 3:27
6. "Cherry Pie" (Adu, Matthewman, Andrew Hale, Paul S. Denman) – 6:20
7. "Sally" (Adu, Matthewman) – 5:23
8. "I Will Be Your Friend" (Adu, Matthewman) – 4:45
9. "Why Can't We Live Together" (Timmy Thomas) – 5:28

Casete
1. "Smooth Operator"/"Snake Bite" ("Snake Bite": Matthewman, Hale, Denman) – 7:28
2. "Your Love Is King" – 3:41
3. "Hang on to Your Love" – 5:55
4. "Frankie's First Affair" – 4:39
5. "When Am I Going to Make a Living" – 3:27
6. "Cherry Pie" – 6:20
7. "Sally" – 5:23
8. "I Will Be Your Friend" – 4:45
9. "Why Can't We Live Together" – 5:28
10. "Love Affair with Life" (Adu) – 4:35

## Músicos
- Sade Adu – voces
- Andrew Hale – teclados
- Stuart Matthewman – guitarra, saxofón
- Paul S. Denman – bajo
- Paul Cooke – batería
- Terry Bailey – trompeta
- Pete Brown – asistente de ingeniería
- Tom Coyne – masterización
- Martin Ditcham – percusión
- Simon Driscoll – asistente de ingeniería
- Dave Early – batería, percusión
- Gordon Matthewman – trompeta
- Robin Millar – productor
- Mike Pela – ingeniería de producción
- Chris Roberts – fotografía
- Ben Rogan – ingeniería
- Graham Smith – obra de arte, diseño, diseño de portada

## Posicionamiento

### Posiciones
| Lista (1984/1985)           | Posición |
| --------------------------- | -------- |
| Austrian Albums Chart       | 1        |
| German Albums Chart         | 1        |
| Norwegian Albums Chart      | 20       |
| Swedish Albums Chart        | 18       |
| Swiss Albums Chart          | 1        |
| UK Albums Chart             | 2        |
| U.S. Billboard 200          | 5        |
| U.S. Top R&B/Hip-Hop Albums | 3        |
| U.S. Top Jazz Albums        | 5        |

### Certificaciones
| País          | Certificación |
| ------------- | ------------- |
| Canadá        | 2× platino    |
| Francia       | 2× platino    |
| Alemania      | Platino       |
| Holanda       | Platino       |
| Reino Unido   | 4× platino    |
| United States | 4× platino    |